# Ataques del 8 de julio de 2024 sobre Ucrania
Los ataques masivos con misiles contra Ucrania se produjo el 8 de julio de 2024 durante la guerra ruso-ucraniana . Kiev, Krivói Rov y otras ciudades fueron atacadas por más de cuarenta misiles del ejército ruso.  En total, al menos 47 personas murieron y unas 170 resultaron heridas.   En Kiev, los ataques dañaron edificios residenciales e infraestructuras, en particular el hospital infantil Okjmatdyt, el más grande del país.  La planta de armas de la ciudad. también se vio afectado.  La comunidad internacional condenó los ataques. El Servicio de Seguridad de Ucrania calificó el ataque ruso al hospital infantil de Okjmatdyt como un crimen de guerra e inició un proceso penal al respecto.  

## Ataque

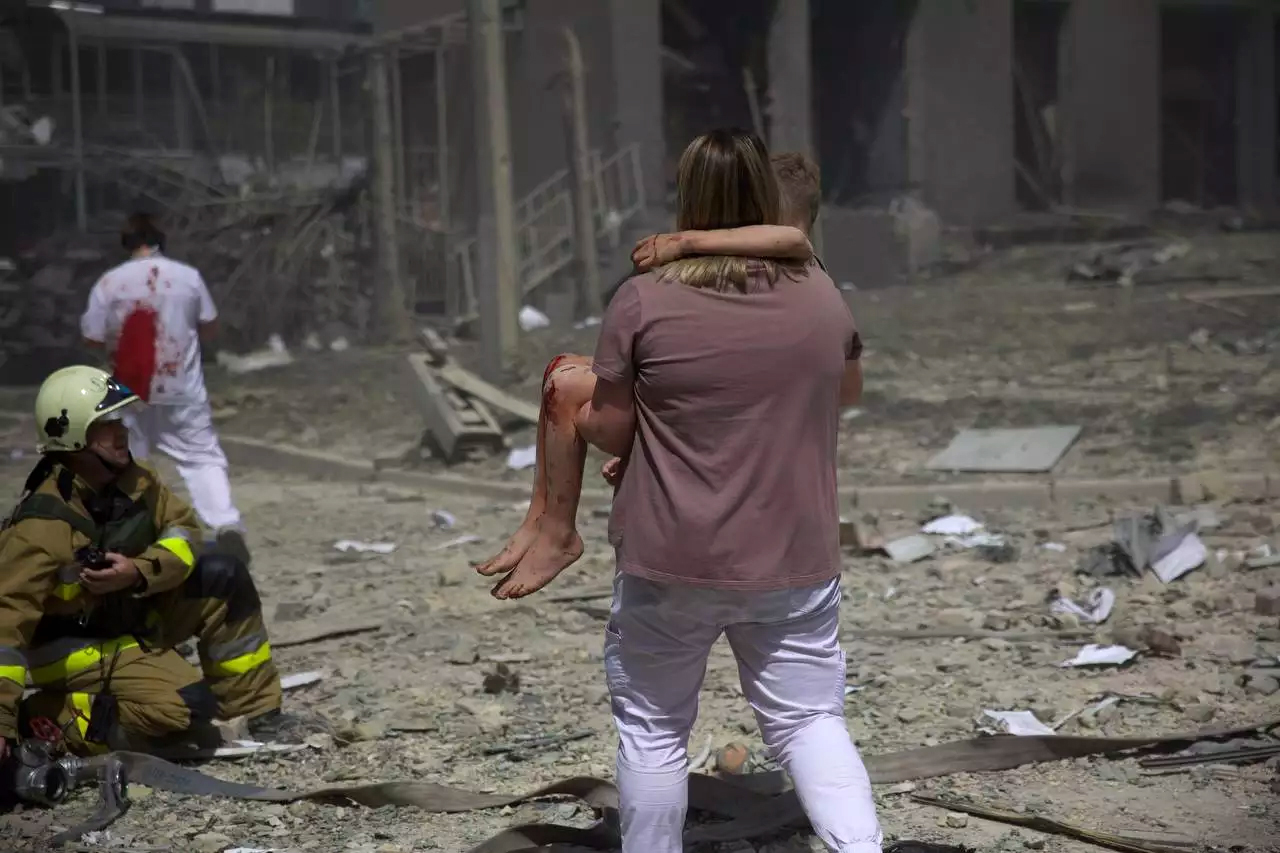
Evacuación de un niño cerca del hospital infantil Okhmatdyt

Alrededor de las 10 de la mañana, las fuerzas rusas lanzaron más de cuarenta misiles hacia Ucrania. 
La comunidad de analistas Molfar descubrió que el ataque fue llevado a cabo por pilotos y personal de mantenimiento de la base aérea Engels-2 en el Óblast de Saratov . 

### Kiev
Un misil impactó en el departamento de toxicología del hospital infantil de Okjmatdyt . El techo del edificio se desplomó, provocando la muerte de dos adultos. Las autoridades ucranianas afirmaron que 16 personas resultaron heridas, entre ellas siete niños.  Los pacientes con cáncer fueron evacuados del hospital con sus padres. 
Rusia afirmó que los ataques fueron represalias y alcanzaron objetivos de la industria de defensa  y que la destrucción fue causada por las defensas aéreas ucranianas.  El Servicio de Seguridad de Ucrania dijo que había encontrado fragmentos de un misil Kh-101 .  Según el análisis de OSINT, el misil Kh-101 era completamente funcional, propulsado por un motor a reacción en vuelo y no sufrió daños hasta el impacto.   Los representantes de la Misión de Vigilancia de los Derechos Humanos de la ONU confirmaron estos hallazgos con "alta probabilidad" después de visitar el lugar del impacto. 

### Otros lugares
En Kiev, los distritos de la ciudad de Solomianskyi, Dniprovskyi, Darnytskyi, Sviatohynskyi, Desnianskyi, Shevchenkivskyi y Holosiivskyi se vieron afectados.
Seis misiles rusos alcanzaron la planta militar de Artem. Rusia afirma que la planta produjo municiones, mientras que la parte ucraniana lo niega. Associated Press afirmó que la planta producía "componentes para diversos misiles de tipo militar". La planta ya había sido alcanzada durante los ataques con misiles rusos en diciembre de 2023.
En el distrito de Solomianskyi, los misiles alcanzaron un edificio de oficinas, así como varios pisos de un edificio de varias plantas. El área total de destrucción fue de 1.500 metros cuadrados y siete personas murieron. En el distrito de Holosiivskyi resultaron dañados edificios residenciales, garajes y automóviles. En el distrito de Dniprovskyi se produjo un ataque con misiles en la zona. En el distrito de Darnytskyi, una casa particular resultó dañada por el impacto. A raíz del ataque se produjeron incendios en los distritos de Desnianskyi y Sviatoshinskyi. En el distrito de Shevchenkivskyi, un edificio de apartamentos fue destruido y una entrada quedó completamente destruida. Los vecinos tuvieron que ser evacuados.

### Krivói Rog
En Krivói Rog, al menos 10 personas murieron y 53 más resultaron heridas después de que un ataque con misiles rusos alcanzara un edificio administrativo en una planta de procesamiento de carbón.

### Dnipró
En Dnipro, un ataque alcanzó un edificio de gran altura, matando a una persona e hiriendo a otras 12.

### Pokrovsk
En Pokrovsk, tres personas murieron  y otras tres resultaron heridas.